# Permer Stollen
Permer Stollen este o arie protejată (arie specială de conservare — SAC, sit de importanță comunitară — SCI) din Germania întinsă pe o suprafață de 0,31 ha, integral pe uscat.

## Localizare
Centrul sitului Permer Stollen este situat la coordonatele 52°15′52″N 7°50′08″E / 52.2644°N 7.8356°E.

## Înființare
Situl Permer Stollen a fost declarat sit de importanță comunitară în martie 2001 pentru a proteja 3 specii de animale. Situl a fost protejat și ca arie specială de conservare în noiembrie 2006.

## Biodiversitate
Situată în ecoregiunea continentală, aria protejată nu include niciun habitat protejat.
La baza desemnării sitului se află mai multe specii protejate de  mamifere (3): liliac cu urechi mari (Myotis bechsteinii), liliac de iaz (Myotis dasycneme), liliac comun (Myotis myotis).
Pe lângă speciile protejate, pe teritoriul sitului au mai fost identificate 3 specii de mamifere.